# رولاند غودن
رولاند غودن هو سياسي كندي، ولد في 11 أكتوبر 1926 في Capitale-Nationale ‏ في كندا، وتوفي في 22 يونيو 2009 في كيبك في كندا. نشط حزبياً في Social Credit Party of Canada ‏. وقد انتخب عضو مجلس العموم الكندي.